# Dolly Shepherd
Elizabeth "Dolly" Shepherd (Inglaterra, 1886-1983) fue una paracaidista británica de la época eduardiana.

## Trayectoria
Shepherd nació en 1886 en Potters Bar, Middlesex, Inglaterra.
Consiguió trabajo como camarera a los 16 años en el Alexandra Palace, en el norte de Londres, para poder ver al compositor John Philip Sousa. 
Allí se ofreció como voluntaria para sustituir a la esposa lesionada del showman Samuel Cody en su espectáculo de tiro al blanco. Con los ojos vendados, Cody disparó a un huevo falso sobre la cabeza de Shepherd.
En 1904, Cody le presentó a un aeronauta que se dedicaba a los espectáculos aéreos, Auguste Gaudron, para cuyo equipo de exhibición empezó a trabajar ese mismo año. Para las exhibiciones de paracaidismo, Shepherd ascendía en un trapecio colgado debajo de un globo aerostático a una altura de seiscientos a mil doscientos metros antes de dejarse caer en paracaídas.
En una ocasión, tanto el globo como el paracaídas le fallaron y se elevó hasta los casi cuatro mil seiscientos metros. A esta altura, tanto el frío como la falta de oxígeno amenazaron su seguridad. El globo aterrizó antes de que fuera demasiado tarde.
Este incidente precedió a otro posterior más grave durante un salto de exhibición el 9 de junio de 1908. Shepherd había ascendido con otra paracaidista, Louie May. Durante el descenso, el paracaídas de May no se soltó, lo que llevó a Shepherd a pedirle a May que se abrazara a ella con los brazos y las piernas para que pudieran descender juntas con el paracaídas de Shepherd. Con el lastre adicional de May, Shepherd descendió demasiado rápido y quedó paralizada por el impacto del aterrizaje. Estuvo en cama, incapaz de moverse, durante semanas. Un médico le recetó terapia electroconvulsiva, que finalmente la curó en cuestión de semanas. Tras recuperarse, volvió a actuar, y volvió a volar en la localidad de Ashby-de-la-Zouch.
La paracaidista Edith Maud Cook murió a causa de las heridas sufridas tras de un salto desde un globo en Coventry el 9 de julio de 1910, cuando una ráfaga de viento la arrojó al techo de una fábrica y su paracaídas colapsó, dejándola caer desde allí. Shepherd debía dar el salto en Coventry, pero Cook la sustituyó ese día.
Según una entrevista en la revista BBC History, a Shepherd le gustaba «subir alto, porque estaba convencida de que, si tenía que matarme, ¡prefería matarme del todo, en condiciones!» Shepherd recordó que en una ocasión estuvo a punto de aterrizar sobre un tren de vapor: «Ese maquinista fue prudente: activó el soplador de vapor y me arrojó a un canal en Grantham». En 1912, alegó escuchar una voz en pleno salto que le instaba a no volver a saltar, y nunca más lo hizo.
Durante la Primera Guerra Mundial, se unió a la Women's Volunteer Reserve como conductora de un camión de municiones. Entonces conoció al Capitán Percy Sedgwick, de quien era chófer. Más tarde, en 1919 se casaron y adoptó el nombre de casada Elizabeth Sedgwick. Tuvieron una hija, Molly Sedgwick.
En la Segunda Guerra Mundial, Shepherd fue mariscal voluntaria de un refugio antiaéreo, en un arenal cerca de Lewisham, al sureste de Londres, Inglaterra. Voló con el equipo de exhibición de paracaidismo del Regimiento de Paracaidistas inglés, los Red Devils, unos años antes de morir a la edad de 96 años.

## Reconocimientos
Hay una carretera con el nombre de Shepherd en la localidad en la que volvió a volar tras quedar paralizada, Ashby-de-la-Zouch. Dolly Shepherd Close está en Philip Bent Road, aproximadamente a 1 km al oeste del centro de la ciudad.